# گستی (مجارستان)
گِستِی (به مجاری:  Gesztely) یک شهرداری در مجارستان است که در ناحیه میشکولتس واقع شده‌است. گستی ۲۸٫۸۲ کیلومتر مربع مساحت و ۲٬۸۹۹ نفر جمعیت دارد.